# Генератор (рачунарство)
У рачунарству, генератор је специјални потпрограм који може бити употребљен за контролу итерацијског понашања понављања . У суштини, сви генератори су итератори. Генерартор је веома сличан функцији која враћа низ, у којој генератор има параметре, која се може позвати, и генерисати секвенцу вредности. Међутим, уместо да се прави низ који садржи све те елементе и и враћа све њих, позив генератора враћа једну и само једну вредност, што захтева мање меморије и допушта програмеру да почне са процесуирањем првих неколико вредности одмах. Укратко, генератор личи на функцију али се понаша као итератор.
Генератори могу бити имплементирани у погледу брже конструкције контроле протока, као што су корутине или настављање прве-класе. Генератори, такође познати као полу-корутине, су специјални случај (и слабији од) корутина, у смислу да увек дају повратну контролу програмеру (када се враћа вредност), уместо да одреди путању корутини, видети компарација корутина са гераторима. 

## Употреба
Генератори се углавном извршавају унутар петље. Први пут када се генератор изврши у петљи, итереторни објекат је креиран да енкапсулира стање генератора на његовом почетку, са аргументима везаних за одговарајуће параметре. Тело генератора је тада извршавано у виду итератора све до „yield“ наредбе; тада је вредност обезбеђена операцијом „yield' коришћена као вредност призваног израза. Слећи пут када се позове генератор у накнадној итерацији, извршавање тела генератора се наставља након операције „yield“, све док не дође до следеће „yield“ операције. У прилог операцији „yield“, извршавање тела генератора се може завршити уз помоћ „finish“ наредбе, у којој се прекида понављање у петљи генератора. У много компликованијим ситуацијама, генератори могу бити коришћени изван петље да би се направила итерација, која онда може бити употребљена на разне начине.
Пошто генератори извршавају њихове дате вредности само на позив функције "yield“, корисни су за представљање тока, као секвенце које би биле скупе или немогуће за извршавање одједном. Ово укључује нпр. бесконачан број секвенци и токова података.
Када је жељена процена пожељна (првенстветно када је секвенца коначна, јер се у супротном евалуације никад неће извршити), један може да се конвертује у листу, или да се користи као паралелни конструктор који креира листу уместо генератора. На пример у Пајтону генератор g може бити означен листом l као l = list(g), док се у  F# експресија секвенци seq { ... }  извршава споро (генератор или секвенца) али [ ... ] се извршава ефикасније и пожељније (листа).
У присуству генератора, конструкција петље програма- као што су for и while- може бити редукована у једну петљу...крај конструкције петље; све обично коришћене конструкције петљи могу бити стимулисане користећи исправно погодан генератор   . На пример, рангирана петља као што је for x = 1 to 10 може бити имплементирана као итерација кроз генератор, као и у Пајтону for x in xrange(10, 1). Осим тога, break може бити имплементирана тако што шаље наредбу  крај  генератору и после тога користећи continue у петљи.

## Изглед
Генератори су се прво појавили у ЦЛУ  (1975), где је истакнута одлика у виду манипулације стринга у програмском језику Icon (Ајкон) (1977) а сада је доступна у Пајтону, C#, Руби, надолазећој верзији ЕЦМАСкрипт (Хармонија/EС6) и другим програмима. У ЦЛУ и C#, генератори се називају „итератори“, а у програмском језику Руби, "енумератори".

### Лисп
Коначни Заједнички Лисп не подржава природно генераторе, још постоји варирајућа библиотека имплементација, као што су СЕРИЈЕ документоване у ЦЛтЛ2 или пајгену (pygen).

### ЦЛУ (CLU)
Yield функција је коришћена да имплементира итераторе преко корисничко-дефинисане апстракције података .
```
string_chars = iter (s: string) yields (char);
  index: int := 1;
  limit: int := string$size (s);
  while index <= limit do
    yield (string$fetch(s, index));
    index := index + 1;
    end;
end string_chars;

for c: char in string_chars(s) do
   ...
end;

```

### Ајкон (Icon)
Свака експресија (укључујући петље) је генератор. Програм има много уграђених генератора, чак и неке логичко семантичке имплементације користе механизам генератора (Дисјункција или "ИЛИ" је урађена тако).

Штампање квадрата од 0 до 20 се постиже користећи ко-рутине, пишући:  
```
   
local
 
squares
,
 
j

   
squares
 
:=
 
create
 
(
seq
(
0
)
 
^
 
2
)

   
every
 
j
 
:=
 
|@
squares
 
do

      
if
 
j
 
<=
 
20
 
then

         
write
(
j
)

      
else

         
break

```

Међутим, углавном се жељени генератори имплементирају са суспендованом кључном речју са функцијама као што је yield кључна реч у ЦЛУ.

### C++
Могуће је увести генераторе у C++ користећи пре-процесорске макрое. Резултирајући код може имати аспекте различите од природе C++, али синтакса генератора може бити врло неоптерећена. Веома добар пример се може наћи на. Комплет препроцесорских макроа дефинисаних у овом коду дозвољава генераторе дефинисаних синтаксама као у следећем примеру :
```
$generator
(
descent
)

{

   
// место за све вредности коришћене у генератору

   
int
 
i
;
 
// наш бројач

   
// место конструкције нашег генератора, нпр. 

   
// вредност (int minv, int maxv) {...}

   

   
// од $(emit)емитовања до $(stop)стоп је тело нашег генератора:

    

   
$emit
(
int
)
 
// ће емитовати целобројне вредности. Поћетак тела генератора:

      
for
 
(
i
 
=
 
10
;
 
i
 
>
 
0
;
 
--
i
)

         
$yield
(
i
);
 
// познато као yield у Пајтону,

                    
// враћа следећи број у [1..10], преокренут.

   
$stop
;
 
// стоп, крај секвенце. Крај тела генератора.

};

```

Ово може бити извршено користећи:
```
int
 
main
(
int
 
argc
,
 
char
*
 
argv
[])

{

  
descent
 
gen
;

  
for
(
int
 
n
;
 
gen
(
n
);)
 
// "следећи" позив генератора

    
printf
(
"next number is %d
\n
"
,
 
n
);

  
return
 
0
;

}

```

Штавише, C++11 дозвољава свакој петљи да буде примењена у било којој класи која подржава begin и end функције. Онда је могуће написати генератор као класе уз помоћ обе мерне методе (begin and end) и итеративне методе (operator!=, operator++ and operator*) у истој класи. На пример, могуће је написати следећи прорам:
```
#укључујући <iostream>

int
 
main


{

    
for
 
(
int
 
i
:
 
range
(
10
))

    
{

        
std
::
cout
 
<<
 
i
 
<<
 
std
::
endl
;

    
}

    
return
 
0
;

}

```

Основни домет имплементације би требало да изгледа овако:
```
class
 
range

{

private
:

    
int
 
last
;

    
int
 
iter
;

public
:

    
range
(
int
 
end
)
:

        
last
(
end
),

        
iter
(
0
)

    
{}

    
// Мерне функције

    
const
 
range
&
 
begin

 
const
 
{
 
return
 
*
this
;
 
}

    
const
 
range
&
 
end

 
const
 
{
 
return
 
*
this
;
 
}

    
// Функције итератора

    
bool
 
operator
!=
(
const
 
range
&
)
 
const
 
{
 
return
 
iter
 
<
 
last
;
 
}

    
void
 
operator
++

 
{
 
++
iter
;
 
}

    
int
 
operator
*

 
const
 
{
 
return
 
iter
;
 
}

};

```

### Перл (Perl)
Перл нема природно уграђене генераторе, али подржавање је спонзорисано од стране Коро Генератора модул који користи Коро ко-рутине оквир. Пример коришћења. 
```
користити
 
стриктно
;

користити
 
упозорења
;

# Активирати генератор { BLOCK } и ''yield''

користити
 
Коро::Генератор
;

# Низ упућује на извршавање преко мојих $знакова = ['A'...'Z'];

# Нови генератор се може назвати ''coderef''.

my
 
$letters
 
=
 
generator
 
{

    
my
 
$i
 
=
 
0
;

    
for
 
my
 
$letter
 
(
@$chars
)
 
{

        
# узми следеће слово од $chars

        
yield
 
$letter
;

    
}

};

# Позови генератор 15 пута.

print
 
$letters
->
,
 
"\n"
 
for
 
(
0
..
15
);

```

### Тцл (Tcl)
У Тцл-y 8.6, механизам генератора почива на именовању корутина.
```
proc
 
generator
 
{
body
}
 
{

    
coroutine
 
gen
[
incr
 
::
disambiguator
]
 
apply
 
{{
script
}
 
{

        
# продукује резултат [генератора], име генератора

        
yield
 
[
info
 
corutine
]

        
# Уради стварање

        
eval
 
$script

        
# Завршити петљу позива користећи 'break' изузетак.

        
return
 
-
code
 
break

    
}}
 
$body

}

# Користити једноставну 'for' петљу за стварање 

set
 
count
[
generator
 
{

    
for
 
{set
 
i
 
10
}
 
{
$i
 
<=
 
20
}
 
{
incr
 
i
}
 
{

        
yield
 
$i

    
}

}]

# Извлачи вредности из генератора док се не исцрпе

while
 
1
 
{

    
puts
 
[
$count
]

}

```

### Хаскел (Haskell)
У Хаскелу, са спорим одређивањем врдности моделом, све је генератор- сваки датум креиран са не-строгом конструкцијом података је генерисан на захтев. На пример,
```
countfrom
 
n
 
=
 
n
 
:
 
countfrom
 
(
n
+
1
)

-- Example use: printing out the integers from 10 to 20.

test1
 
=
 
mapM_
 
print
 
$
 
takeWhile
 
(
<=
 
20
)
 
$
 
countfrom
 
10

primes
 
=
 
2
 
:
 
3
 
:
 
nextprime
 
5
 
where

  
nextprime
 
n
 
|
 
b
 
=
 
n
 
:
 
nextprime
 
(
n
+
2
)

              
|
 
otherwise
 
=
 
nextprime
 
(
n
+
2
)

    
where
 
b
 
=
 
all
 
((
/=
 
0
)
.
(
rem
 
n
))
 
$
 
takeWhile
 
((
<=
 
n
)
.
(
^
2
))
 
$
 
tail
 
primes

```

где је (:) не-строга листа конструктора, против, и $ је само "позови-са" оператор, коришћен за парентизацију. Ово користи стандарни адаптор функција,
```
takeWhile
 
p
 
[]
 
=
 
[]

takeWhile
 
p
 
(
x
:
xs
)
 
|
 
p
 
x
 
=
 
x
 
:
 
takeWhile
 
p
 
xs

                   
|
 
otherwise
 
=
 
[]

```

чије се поновно пронађене вредности слажу са исказом, и престају са тражењем нових вредности чим се изврши једна неодговарајућа вредност. Приступ заједничком складишту је коришћено као универзалан посредник у Хаскелу. Листа схватања може бити бесплатно коришћена:
```
test2
 
=
 
mapM_
 
print
 
$
 
takeWhile
 
(
<=
 
20
)
 
[
x
*
x
 
|
 
x
 
<-
 
countfrom
 
10
]

test3
 
=
 
mapM_
 
print
 
[
x
*
x
 
|
 
x
 
<-
 
takeWhile
 
(
<=
 
20
)
 
$
 
countfrom
 
10
]

```

### Ракет (Racket)
Ракет омогућава неколико пратећих објеката за генераторе. Прво, њена for-петља има форму рада са секвенцама, која је врста произвођача:
```
(
for
 
([
i
 
(
in-range
 
10
 
20
)])

  
(
printf
 
"i = ~s
\n
"
 
i
))

```

и ове секвенце су такође вредности прве-класе:
```
(
define
 
10-to-20
 
(
in-range
 
10
 
20
))

(
for
 
([
i
 
10-to-20
])

  
(
printf
 
"i = ~s
\n
"
 
i
))

```

Неке секвенце су императивно имплементиране (са скривеним вредностима варијабли) а неке су имплементиране као (вероватно бесконачне) лење листе. Такође, нова структура дефиниције може имати моћ која одређује како се могу користити као секвенце.

Али више директно, Ракет има лабораторију генератора за традиционалну спецификацију генератора. На пример,
```
#'
'ланг
''
 
ракет

(
require
 
racket/generator
)

(
define
 
(
ints-from
 
from
)

  
(
generator
 


    
(
for
 
([
i
 
(
in-naturals
 
from
)])
 
; infinite sequence of integers from 0

      
(
yield
 
i
))))

(
define
 
g
 
(
ints-from
 
10
))

(
list
 
(
g
)
 
(
g
)
 
(
g
))
 
; -> '(10 11 12)

```

Приметити да Ракетово језгро имплементира снажну понављајућу карактеристику, обезбеђујући општа понављања која су компатибилна али такође и ограничена. Користећи ово, библиотека генератора је имплементирана у Ракету.

### PHP (PHP)
Заједница PHP-a је имплементирала генераторе у PHP 5.5. Детаљи се могу порнаћи на РФЦ о генераторима.
```
function
 
fibonacci

 
{

    
$last
 
=
 
0
;

    
$current
 
=
 
1
;

    
yield
 
1
;

    
while
 
(
true
)
 
{

        
$current
 
=
 
$last
 
+
 
$current
;

        
$last
 
=
 
$current
 
-
 
$last
;

        
yield
 
$current
;

    
}

}

foreach
 
(
fibonacci

 
as
 
$number
)
 
{

    
echo
 
$number
,
 
"
\n
"
;

}

```

### Руби (Ruby)
Руби подржава генераторе (почевши од верзије 1.9) у форми уграђене Енумераторске класе.
```
# Генератор из Енумераторског објекта

chars
 
=
 
Enumerator
.
new
(
[
'A'
,
 
'B'
,
 
'C'
,
 
'Z'
]
)

4
.
times
 
{
 
puts
 
chars
.
next
 
}

# Генератор из блока

count
 
=
 
Enumerator
.
new
 
do
 
|
yielder

|
 
i
 
=
 
0

  
loop
 
{
 
yielder
.
yield
 
i
 
+=
 
1
 
}

end

100
.
times
 
{
 
puts
 
count
.
next
 
}

```

### Јава
Јава је имала стандардни приступ за имплементирање итератора још од раних својих дана, и од Јаве 5, foreach конструкција чини то лакшим за понављање преко објеката које омогућава java.lang.Iterable приступ. ( Оквир јава колекције и остале оквирне колекције, производе итераторе за све колекције.)
Међутим, Јава нема уграђене генераторе. Ово значи да је креирање итератора чешће много компликованије него у програмима који имају уграђене генераторе, поготово када је стварање комплексно. Због тога што се све вредности морају снимити и сачувати сваки пут када се позове ствар из итератора, није могуће сачувати вредности у локалним варијаблама или користити уграђену понављачку рутину, као када су генератори доступни; уместо тога, све ово мора бити манално симулирано, користећи поља да чува локалну вредност и број понављања.
Чак и једноставни итератори изграђени на овај начин имају теденцију да буду значајно гломазнији од оних који користе генератори, са много општенаменских кодова.

Оригиналан пример се може написати у Јава 7 као:
```
// Итератор је имплементиран као анонимна класа. Ово се користи генерички али није потребно.

for
 
(
int
 
i
:
 
new
 
Iterable
<
Integer
>

 
{

    
@Override

    
public
 
Iterator
<
Integer
>
 
iterator

 
{

        
return
 
new
 
Iterator
<
Integer
>

 
{

            
int
 
counter
 
=
 
1
;

            
@Override

            
public
 
boolean
 
hasNext

 
{

                
return
 
counter
 
<=
 
100
;

            
}

            
@Override

            
public
 
Integer
 
next

 
{

                
return
 
counter
++
;

            
}

            
@Override

            
public
 
void
 
remove

 
{

                
throw
 
new
 
UnsupportedOperationException
;

            
}

        
};

    
}

})
 
{

    
System
.
out
.
println
(
i
);

}

```

Бесконачна Фибоначијева секвенца се такође може маписати као итератор у Јава 7:
```
Iterable
<
Integer
>
 
fibo
 
=
 
new
 
Iterable
<
Integer
>

 
{

    
@Override

    
public
 
Iterator
<
Integer
>
 
iterator

 
{

        
return
 
new
 
Iterator
<
Integer
>

 
{

            
int
 
a
 
=
 
1
,
 
b
 
=
 
1
;

            
int
 
total
;

            
@Override

            
public
 
boolean
 
hasNext

 
{

                
return
 
true
;

            
}

            
@Override

            
public
 
Integer
 
next

 
{

                
total
 
=
 
a
 
+
 
b
;

                
a
 
=
 
b
;

                
b
 
=
 
total
;

                
return
 
total
;

            
}

            
@Override

            
public
 
void
 
remove

 
{

                
throw
 
new
 
UnsupportedOperationException
;

            
}

        
};

    
}

};

// ово се затим може користити као...

for
 
(
int
 
f
:
 
fibo
)
 
{

    
System
.
out
.
println
(
"next Fibonacci number is "
 
+
 
f
);

    
if
 
(
someCondition
(
f
))
 
break
;

}

```

Такође, бесконачна Фибоначијева секвенца се може написати и у Јава 8 користећи ток приступа:
```
Stream
.
generate
(
new
 
Supplier
<
Integer
>

 
{

    
int
 
a
 
=
 
1
,
 
b
 
=
 
2
;

    
public
 
Integer
 
get

 
{

        
int
 
temp
 
=
 
a
;

        
a
 
=
 
b
;

        
b
 
=
 
a
 
+
 
temp
;

        
return
 
temp
;

    
}

}).
forEach
(
System
.
out
::
print
);

```

Или као итератор из Јава 8 супер-приступа ОсновногТока тока приступа.
```
public
 
Iterable
<
Integer
>
 
fibonacci
(
int
 
limit
){

    
return
 

->
{

        
return
 
Stream
.
generate
(
new
 
Supplier
<
Integer
>

 
{

            
int
 
a
 
=
 
1
,
 
b
 
=
 
2
;

            
public
 
Integer
 
get

 
{

                
int
 
temp
 
=
 
a
;

                
a
 
=
 
b
;

                
b
 
=
 
a
 
+
 
temp
;

                
return
 
temp
;

            
}

        
}).
limit
(
limit
).
iterator
;

    
}

}

// ово се затим може користити као...

for
 
(
int
 
f
:
 
fibonacci
(
10
))
 
{

    
System
.
out
.
println
(
f
);

}

```

### C#
Пример C# 2.0 генератора ( yield је достушам од C# верзије 2.0):
Оба ова примера се користе генерички, али не морају. 
```
// Метода која узима мерни улаз (вероватно низ)

// и враћа све парне бројеве.

public
 
static
 
IEnumerable
<
int
>
 
GetEven
(
IEnumerable
<
int
>
 
numbers
)
 
{

    
foreach
 
(
int
 
i
 
in
 
numbers
)
 
{

        
if
 
((
i
 
%
 
2
)
 
==
 
0
)
 
{

            
yield
 
return
 
i
;

        
}

    
}

}

```

Могуће је користити више пута yield return функцију и оне се налазе у секвенци сваке итерације:
```
public
 
class
 
CityCollection
 
:
 
IEnumerable
<
string
>
 
{

    
public
 
IEnumerator
<
string
>
 
GetEnumerator

 
{

        
yield
 
return
 
"New York"
;

        
yield
 
return
 
"Paris"
;

        
yield
 
return
 
"London"
;

    
}

}

```

### ХЛ(XL)
У ХЛ-у, итератори су основа "for" петље:
```
import IO = XL.UI.CONSOLE

iterator IntegerIterator (var out Counter : integer; Low, High : integer) written Counter in Low..High is
    Counter := Low
    while Counter <= High loop
        yield
        Counter += 1

// Приметити да I не треба да буде декларисано, због декларисаног ''var out'' у итератору
// Имплицитна декларација I као целобројна вредност је направљена овде
for I in 1..5 loop
    IO.WriteLn "I=", I

```

### F#
F# садржи генераторе преко експресија секвенце, од верзије1.9.1. Ово може дефинисати секвенцу (спору, секвенцијалног приступа) преко seq { ... }, листе (брза, секвенцијалног приступа) преко [ ... ] или низа (брз, индексног приступа) преко [| ... |] која садржи код који генерише вредности. На пример,
```
seq
 
{
 
for
 
b
 
in
 
0
 
..
 
25
 
do

          
if
 
b
 
<
 
15
 
then

              
yield
 
b
 
*
 
b
 
}

```

форма секвенце квадрата бројева од 0 до 14, испитивањем бројева у распону од 0. до 25.

### Пајтон (Python)
Генератори су додати у Пајтон у верзији 2.2. Пример генератора:
```
def
 
countfrom
(
n
):

    
while
 
True
:

        
yield
 
n

        
n
 
+=
 
1

# Пример: штампа целобројне вредности од 10 до 20

# Приметити да се ова итерација престаје са извршавањем нормално, упркос

# countfrom() је написана као бесконачна петља.

for
 
i
 
in
 
countfrom
(
10
):

    
if
 
i
 
<=
 
20
:

        
print
(
i
)

    
else
:

        
break

# Још један генератор, који производи просте бојеве неограничено, тј. колико је нама потребно.

def
 
primes
:

    
yield
 
2

    
n
 
=
 
3

    
p
 
=
 
[]

    
while
 
True
:

        
# Ово ради у Пајтоновим верзијама 2.5+ 

        
if
 
not
 
any
(
n
 
%
 
f
 
==
 
0
 
for
 
f
 
in
 
                     
itertools
.
takewhile
(
lambda
 
f
:
 
f
*
f
 
<=
 
n
,
 
p
)):
 
            
yield
 
n

            
p
.
append
(
n
)

        
n
 
+=
 
2

```

У Пајтону, генератор може бити мисао итератора који садржи непроменљив (залеђен) оквир складишта  . Кад год је итераторова next() метода позвана, Пајтон наставља непроменљив оквир, који се извршава нормално све док не стигне до yield функције. Генераторов оквир је залеђен поново, и позвана вредност је враћена позиваоцу (кориснику).
ПЕП (PEP) 380 (убачен у Пајтон 3.3) додаје yield from експресију, која дозвољава генератору да проверава део његових операциа за други генератор .

#### Експресије Генератора
Пајтон има моделирану синтаксу по узору на листу спознаја, која се назива експресија генератора и која помаже у креирању генератора. Следећи пример показује коришћење експресије генератора да се израчуна квадрат из бројача (функције генератора):
```
squares
 
=
 
(
 
n
*
n
 
for
 
n
 
in
 
countfrom
(
2
)
 
)

for
 
j
 
in
 
squares
:

    
if
 
j
 
<=
 
20
:

        
print
(
j
)

    
else
:

        
break

```

### ЕЦМАСкрипт (ECMAScript)
ЕЦМАСкрипт 6 (позната као Хармонија) ће имати функције генератора.

Бесконачна Фибоначијева секвецна се може написати користећи функцију генератора:
```
// инспирисано од стране: http://wiki.ecmascript.org/doku.php?id=harmony:generators

function
*
 
fibonacci

 
{

    
let
 
[
prev
,
 
curr
]
 
=
 
[
0
,
 
1
];

    
while
 
(
true
)
 
{

        
yield
 
curr
;

        
[
prev
,
 
curr
]
 
=
 
[
curr
,
 
prev
 
+
 
curr
];

    
}

}

var
 
gen
 
=
 
fibonacci
;

console
.
log
(
gen
.
next
.
value
);
 
// 1

console
.
log
(
gen
.
next
.
value
);
 
// 1

console
.
log
(
gen
.
next
.
value
);
 
// 2

console
.
log
(
gen
.
next
.
value
);
 
// 3

console
.
log
(
gen
.
next
.
value
);
 
// 5

console
.
log
(
gen
.
next
.
value
);
 
// 8

```